# Карін Тідбек
Карін Маргарета Тідбек (швед. Karin Margareta Tidbeck, нар. 6 квітня 1977, Стокгольм) — шведська авторка фантастики та химерної фантастики.

## Творчість
Тідбек дебютувала як письменниця збіркою новел «Vem är Arvid Pekon?» у 2010 році, після чого у 2012 році вийшов її роман «Amatka». Збірка оповідань «Jagannath», опублікована в 2012 році видавництвом «Cheeky Frawg», стала її першою робою англійською мовою й отримала позитивні рецензії. Зокрема американський літературний критик Ґері К. Вулф назвав Тідбек «одним з найвиразніших нових голосів у короткій художній прозі з часу Марго Ленеген». Збірка увійшла до короткого списку меморіальної премії Джеймса Тіптрі-молодшого 2012 та була номінована на Всесвітню премію фентезі. Оповідання «Augusta Prima», спочатку написане шведською мовою, Тідбек переклала англійською й отримала Премію за переклад наукової фантастики та фентезі (2013) у категорії «Коротка проза». Переклад роману «Amatka» вийшов у 2017 році.

## Твори
- Vem är Arvid Pekon? («Хто такий Арвід Пекон?»), Man Av Skugga, 2010, ISBN 978-9185253128. (швед.)
- Amatka, Mix, 2012, ISBN 978-9186845346. (швед.)
- Jagannath, Cheeky Frawg, 2012, ISBN 978-0985790400. (англ.)
- Mage: The Ascension — Refuge, White Wolf Entertainment, 2017. (англ.) Інтерактивна літературна відеогра[10].